# Регіони Марокко
Регіон (араб. جهة; фр. région) — адміністративна одиниця Марокко першого рівня. З 2015 року територія Марокко офіційно складається з 12 регіонів. Три з них повністю (Дахла — Уед-ед-Дагаб) чи частково (Ель-Аюн — Сакія-ель-Хамра та Гельмім — Уед Нун) лежать на спірній території Західної Сахари. Регіони, зі свого боку, поділені на 75 адміністративних одиниць другого рівня, які є префектурами та провінціями.
Регіоном керує обрана на виборах регіональна рада. Президент ради відповідає за виконання рішень, прийнятих радою. До Конституційних реформ 2011 року за це відповідав валі, представник центрального уряду, призначений королем, який зараз відіграє допоміжну роль у керуванні регіона.

## Чинні регіони (з 2015 року)
3 січня 2010 року уряд Марокко призначив Консультативну комісію з питань регіоналізації, яка мала на меті провести децентралізацію влади та надати більше повноважень регіонам, що лежать в межах Західної Сахари. 
Комісія опублікувала попередні назви та номери для нових регіонів, а їхні імена були офіційно зафіксовані в документі від 5 березня 2015 року. Нові регіональні ради обрали своїх президентів 14 вересня 2015 р.. Губернаторів регіонів було призначено 13 жовтня 2015 р.
| Номер на мапі | Регіон                        | Адміністративний центр |
| ------------- | ----------------------------- | ---------------------- |
| 1             | Танжер — Тетуан — Ель-Хосейма | Танжер                 |
| 2             | Східний                       | Уджда                  |
| 3             | Фес — Мекнес                  | Фес                    |
| 4             | Рабат — Сале — Кенітра        | Рабат                  |
| 5             | Бені-Меллаль — Хеніфра        | Бені-Меллаль           |
| 6             | Касабланка — Сеттат           | Касабланка             |
| 7             | Марракеш — Сафі               | Марракеш               |
| 8             | Драа — Тафілалет              | Ер-Рашидія             |
| 9             | Сус — Масса                   | Агадір                 |
| 10            | Гельмім — Уед-Нун¹            | Гельмім                |
| 11            | Ель-Аюн — Сакія-ель-Хамра¹    | Ель-Аюн                |
| 12            | Дахла — Уед-ед-Дагаб²         | Дахла                  |

¹ — частково у межах спірної території Західної Сахари
² — повністю у межах спірної території Західної Сахари

## Колишні регіони (1997—2010)
У 1997—2010 роках Марокко було поділено на 16 регіонів.
| Номер на мапі | Регіон                               | Адміністративний центр |
| ------------- | ------------------------------------ | ---------------------- |
| 1             | Уед-ед-Дагаб — Лагвіра²              | Дахла                  |
| 2             | Ель-Аюн — Будждур — Сакія-ель-Хамра¹ | Ель-Аюн                |
| 3             | Гельмім — Ес-Семара¹                 | Гельмім                |
| 4             | Сус — Масса — Драа                   | Агадір                 |
| 5             | Гарб — Шрарда — Бені-Хсен            | Кенітра                |
| 6             | Шавія — Вардіга                      | Сеттат                 |
| 7             | Марракеш — Тенсіфт — Ель-Хауз        | Марракеш               |
| 8             | Східний                              | Уджда                  |
| 9             | Велика Касабланка                    | Касабланка             |
| 10            | Рабат — Сале — Земмур — Заер         | Рабат                  |
| 11            | Дуккала — Абда                       | Сафі                   |
| 12            | Тадла — Азілаль                      | Бені-Меллаль           |
| 13            | Мекнес — Тафілалет                   | Мекнес                 |
| 14            | Фес — Бульман                        | Фес                    |
| 15            | Таза — Ель-Хосейма — Таунат          | Ель-Хосейма            |
| 16            | Танжер — Тетуан                      | Танжер                 |

Мапа колишніх регіонів Марокко (1997— 2015)

¹ — частково у межах спірної території Західної Сахари
² — повністю у межах спірної території Західної Сахари

## Колишні регіони (до 1997 року)
До 1997 року Марокко було поділено на 7 регіонів: Центральний, Східний, Північно-Центральний, Північно-Західний, Південно-Центральний, Південний та Тансіфт.